# Слипенко, Виталий Сергеевич
Вита́лий Серге́евич Слипе́нко (род. 20 сентября 1994 года) — российский профессиональный боец ММА, экс-чемпион лиги ACA. Чемпион Москвы по панкратиону, чемпион Крыма по ММА, чемпион мира по версии GM World League 2, является победителем многих международных соревнований. Входит в топ-50 лучших бойцов мира в полусреднем весе (до 77 кг). В 2023 году победил в номинации "Боец года" по версии ACA.
Текущий рекорд в лиге ACA 6-1.

## Биография

### Начало спортивной карьеры
Свою спортивную карьеру Виталий начал в возрасте 9 лет в тхэквандо, в 14 лет попробовал себя в кик-боксинге, где и получил основную базу, далее начал заниматься ММА под руководством Бочкова Андрея, который сделал огромный вклад в спортивное развитие Виталия. В 2018 году получил синий пояс по джиу-джитсу от Леонида Гатовского. 

### Карьера в ММА
Первый бой Виталий провел в 2015 году в Чечне против Ильяса Якубова, бой завершил болевым во втором раунде. Далее Виталий переезжает в Москву, где начинает тренироваться и выступать от GM Promotion под руководством тренера Ганненко Алексея. Карьера бойца начала развиваться стремительно, буквально за 2 года Виталий проводит еще 12 боев. В 2020 году Виталий Слипенко провел яркий бой против Черси Дудаева на турнире АСА 107, где показал свою технику и выносливость, после боя Виталий сделал предложение своей девушке и сорвал куш популярности. Теперь за ним закрепилось прозвище "Жинкин Лев".

## Статистика ММА
| Боёв 21  | Побед 16 | Поражений 5 |
| -------- | -------- | ----------- |
| Нокаутом | 5        | 0           |
| Сдачей   | 3        | 0           |
| Решением | 8        | 5           |

| Результат | Рекорд | Соперник                 | Способ                                            | Турнир                                                  | Дата             | Раунд | Время | Место                   | Примечание                                     |
| --------- | ------ | ------------------------ | ------------------------------------------------- | ------------------------------------------------------- | ---------------- | ----- | ----- | ----------------------- | ---------------------------------------------- |
| Поражение | 16-5   | Устармагомед Гаджидаудов | Единогласное решение                              | ACA 160: Slipenko vs Gadzhidaudov                       | 21 июля 2023     | 5     | 5:00  | Сочи, Россия            | Утратил титул чемпиона ACA в полусреднем весе  |
| Победа    | 16-4   | Абубакар Вагаев          | Нокаут (удары)                                    | ACA 145: Вагаев — Слипенко                              | 16 декабря 2022  | 2     | 0:20  | Москва, Россия          | Завоевал титул чемпиона ACA в полусреднем весе |
| Победа    | 15-4   | Мурад Абдулаев           | Единогласное решение                              | ACA 145: Абдулаев — Слипенко                            | 23 сентября 2022 | 5     | 5:00  | Санкт-Петербург, Россия |                                                |
| Победа    | 14-4   | Стефан Секулич           | Технический нокаут (удар с разворота и добивание) | ACA 136: Букуев — Акопян                                | 26 февраля 2022  | 2     | 4:49  | Москва, Россия          |                                                |
| Поражение | 13-4   | Гаджимурад Хирамагомедов | Единогласное решение                              | ACA 129: Сарнавский — Магомедов                         | 24 сентября 2021 | 3     | 5:00  | Москва, Россия          |                                                |
| Победа    | 13-3   | Алтынбек Мамашов         | Единогласное решение                              | ACA 116: Балаев — Фроес                                 | 18 декабря 2020  | 3     | 5:00  | Москва, Россия          |                                                |
| Победа    | 12-3   | Черси Дудаев             | Единогласное решение                              | ACA 107: Емельяненко — Исмаилов                         | 24 июля 2020     | 3     | 5:00  | Сочи, Россия            |                                                |
| Победа    | 11-3   | Евгений Бондарь          | Раздельное решение                                | ACA 99: Багов — Халиев                                  | 27 сентября 2019 | 3     | 5:00  | Москва, Россия          |                                                |
| Победа    | 10-3   | Эрнани Перпетуо          | Единогласное решение                              | League S-70 Плотформа S-70: 2018                        | 22 августа 2018  | 3     | 5:00  | Сочи, Россия            |                                                |
| Поражение | 9-3    | Олег Оленичев            | Единогласное решение                              | RCC Russian Cagefighting Championship 2                 | 5 мая 2018       | 3     | 5:00  | Екатеринбург, Россия    |                                                |
| Поражение | 9-2    | Талех Нажав-Заде         | Единогласное решение                              | M-1 Challenge 88 Ismagulov vs. Tutarauli                | 22 февраля 2018  | 3     | 5:00  | Москва, Россия          |                                                |
| Победа    | 9-1    | Кристиан Перак           | Удушающий приём (сзади)                           | M-1 Challenge 85 Ismagulov vs. Karranca                 | 10 ноября 2017   | 2     | 2:19  | Москва, Россия          |                                                |
| Победа    | 8-1    | Вильгельм Отт            | Единогласное решение                              | City Innovative Technologies / Sech Pro GIT Crimea 2017 | 23 сентября 2017 | 3     | 5:00  | Ялта, Крым              |                                                |
| Победа    | 7-1    | Денис Выговский          | Технический нокаут (удары)                        | GM Promotion GM World League 2                          | 3 июня 2017      | 1     | 2:40  | Москва, Россия          |                                                |
| Победа    | 6-1    | Вячеслав Бондарев        | Болевой приём (рычаг локтя)                       | M-1 Global Road to M-1: St. Petersburg 2                | 27 апреля 2017   | 2     | 1:52  | Санкт-Петербург, Россия |                                                |
| Поражение | 5-1    | Даниэль Скибински        | Единогласное решение                              | Spartan Fight 6 Piechota vs. Sokolis                    | 17 декабря 2016  | 3     | 5:00  | Плоцк, Польша           |                                                |
| Победа    | 5-0    | Александр Дзугкоев       | Технический нокаут (удары)                        | KoMOR Martial Arts Festival 3                           | 4 ноября 2016    | 1     | 1:48  | Москва, Россия          |                                                |
| Победа    | 4-0    | Шумкар Абдимитал         | Единогласное решение                              | Russian MMA Union Kalinov Most Fight                    | 27 августа 2016  | 2     | 5:00  | Симферополь, Крым       |                                                |
| Победа    | 3-0    | Роман Гнездилов          | Единогласное решение                              | GM Promotion - Heritage                                 | 30 апреля 2016   | 2     | 5:00  | Москва, Россия          |                                                |
| Победа    | 2-0    | Исхак Магомедов          | Удушающий приём (сзади)                           | MPF Moscow Open Pankration Cup 2016                     | 12 марта 2016    | 2     | 3:50  | Москва, Россия          |                                                |
| Победа    | 1-0    | Ильяс Якубов             | Технический нокаут (удары)                        | ACB 17 - Grand Prix Berkut 2015 Stage 4                 | 2 мая 2015       | 2     | 1:47  | Грозный, Россия         |                                                |

## СМИ о Виталии Слипенко
- https://www.youtube.com/watch?v=2amFXRcgCm4
- https://www.youtube.com/watch?v=rUc6NLWZRLk
- https://www.youtube.com/watch?v=nDx2O3qTmRk
- https://www.youtube.com/watch?v=7sN20wgVHrE
- https://www.sport-express.ru/martial/mma/news/vitaliy-slipenko-pobedit-habiba-v-ego-stihii-seychas-nerealno-1465012/
- https://www.sovsport.ru/mma/news/2:950570
- https://www.eurosport.ru/mixed-martial-arts/emelianenko-ismailov/2020/story_sto7815520.shtml
- ВИТАЛИЙ СЛИПЕНКО: «МНЕ ПРЕДСТОИТ СРАЗИТЬСЯ С ИНТЕРЕСНЫМ СОПЕРНИКОМ ИЗ БРАЗИЛИИ»
- Виталий Слипенко дал эксклюзивное интервью порталу MMABoxing.Ru Архивная копия от 9 мая 2021 на Wayback Machine
- Боец Слипенко: «Присутствие Путина на турнире S-70 накладывает дополнительную ответственность»
- Виталий Слипенко прокомментировал исход боя Конора Макгрегора и Хабиба Нурмагомедова за титул чемпиона UFC в легком весе